# Piaristák
A piarista rend katolikus tanító szerzetesrend. Teljes neve: Ordo Clericorum Regularium Pauperum Matris Dei Scholarum Piarum, azaz a Kegyes Iskolák Isten Anyjáról nevezett Szegény Szabályozott Papjainak Rendje, röviden piaristák. Régebbi magyar elnevezése: kegyestanítórend vagy kegyesrend. Tagjai a szokásos szerzetesi fogadalmak mellett vállalják a gyermekek neveléséről való különleges gondoskodást.
2023-ban 218 rendházban 1338 szerzetes él világszerte, köztük 926 áldozópap és 30 diakónus, illetve ketten püspöki szolgálatot látnak el. 49 novícius kezdte meg ebben az évben a szerzetesi életét, és 295 növendék készül a szerzetes-papi szolgálatra. A legtöbb (315) piarista a három spanyolországi provinciában (rendtartományban), míg a legtöbb (90) növendék a Közép-afrikai Rendtartományban él. A Piarista Rend Magyar Tartományában 9 közösségben 62 szerzetes él, akik közül 7-en kezdeti képzésben részesülnek

## Története

### A sikeres kezdetektől a bukásig (1617–1656)

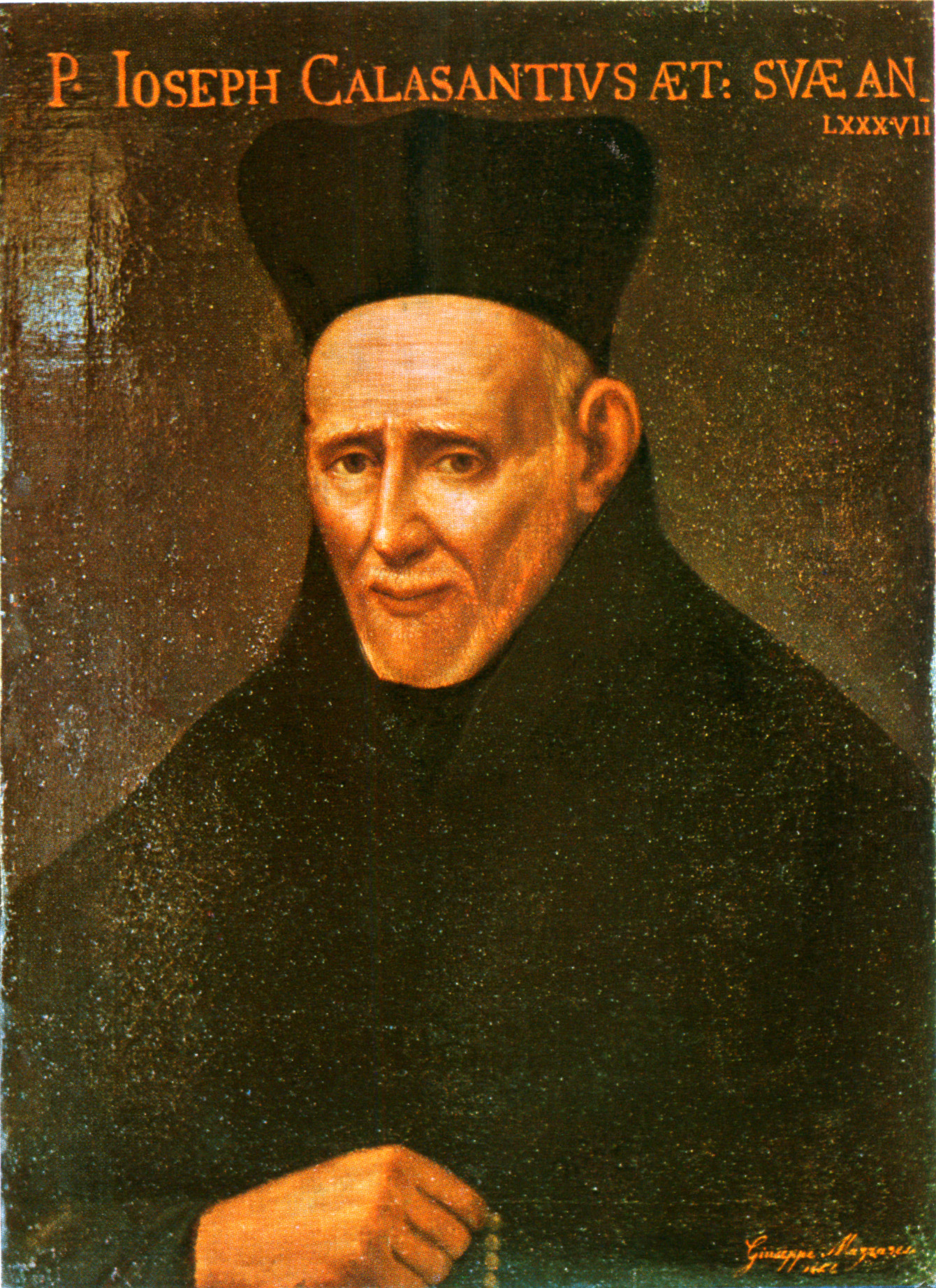
Kalazanci Szent József, ismeretlen festő műve, 1644 (San Pantaleo-rendház, Róma)

Alapítója Kalazanci Szent József (1557–1648) spanyol származású pap volt, aki 1597–98-ban munkatársaival együtt „kegyes”, azaz ingyenes és vallásos iskolát (scholae piae) nyitott Rómában, elsősorban szegény családok gyermekei számára. Az iskola eleinte a Tiberisen túli városrészben, a Santa Dorotea-plébánia mellett, majd a római belváros különféle helyein működött, végül 1612-ben jótevőik támogatásával Kalazancius megvásárolta az iskola számára a San Pantaleo-templom mögötti Torres-palotát. 1601-től kezdve az alapító és munkatársai együtt laktak az iskola épületében. A Kegyes Iskolák Kongregációjának nevezett, fogadalmak nélküli közösség első szabályzata 1603-ban született. Az állandó tanítói karról és az intézmény jövőjéről Kalazanci Szent József úgy próbált gondoskodni, hogy azt egyesítette a Leonardi Szent János által alapított Isten Anyjáról nevezett (luccai) papi kongregációval. Az együttműködés azonban nem volt sikeres, így három év múlva kettéváltak és V. Pál pápa 1617. március 6-án létrehozta a Kegyes Iskolák Isten Anyjáról nevezett Páli Kongregációját, amelyet XV. Gergely pápa 1621. november 18-án ünnepélyes fogadalmas szerzetesrenddé emelt (és törölte elnevezéséből elődje, V. Pál nevét), majd 1622. január 31-én jóváhagyta az alapító által megfogalmazott alapszabályt (Konstitúciókat) és kinevezte Józsefet a rend generálisává (praepositus generalis) A piarista rend tehát a szabályozott papokhoz hasonló klerikusi rend lett, tagjai a világi papok szokásos reverendáját viselték. A laikus segítő testvérek (fratres operarii) a tanításban nem, csupán az iskolán kívüli kisegítő munkákban vettek részt.
A piarista szerzetesek és iskolák száma rohamosan emelkedett, eleinte Itália kisebb-nagyobb városaiban (Frascati, 1616; Narni, 1618; Genova, 1625; Nápoly, 1626; Firenze, 1630; Palermo, 1633 stb.) majd megtelepedtek Morvaországban (Nikolsburg 1631), Lengyelországban (Varsó és Podolin, 1642), sőt 1630-ban Michelangelo Tonti bíboros rájuk bízta az általa alapított római Collegio Nazareno nemesi konviktus vezetését is. 1637-ben már 27 rendházban 362 piarista szerzetes és 70 novícius élt. A rend befolyásos támogatói által kikövetelt gyors terjeszkedés miatt azonban a piaristák szegényes, alkalmatlan körülmények között éltek, sőt sokuk képzése is hiányos maradt. 1627-ben a rend vezetői megengedték, hogy egyes segítőtestvérek klerikusi státusba (clerici operarii) lépjenek. Mindez azonban feszültségeket és erkölcsi lazulást okozott a renden belül. Ráadásul a rend életébe a Szent Inkvizíció is beavatkozott. 1643-ban apostoli vizitátort küldött ki Silvestro Pietrasanta jezsuita személyében, eltávolította a rend éléről Józsefet, és helyére első asszisztensként a nagyravágyó és rosszindulatú Mario Sozzit (1608–1643), majd annak halála után generális vikáriusként a pedofil hajlamú, de befolyásos családból származó Stefano Cherubinit (1600–1648) nevezte ki. Mivel a feszültségek irányításuk alatt csak tovább nőttek, 1646. március 16-án X. Ince pápa a rendet elöljárók és fogadalmak nélküli kongregációvá fokozta le. Az akkorra már több mint félezer piarista közül mintegy kétszázan elhagyták a rendet, de új tagok is csatlakoztak, így amikor VII. Sándor pápa 1656. január 24-én visszaállította a kongregációt, annak 320 szerzetese volt. Mindenütt elismerést arató munkájuknak köszönhetően IX. Kelemen pápa 1669. október 23-án ismét teljes jogú szerzetesrenddé tette a Kegyes Iskolákat.
Az első piarista iskolákban elsősorban alapfokú, anyanyelvű képzést nyújtottak, tehát írás-olvasást, számtant és hittant tanítottak. Különös hangsúlyt helyeztek a kalligráfia, a zene és a magasabb matematikai ismeretek oktatására. Utóbbi téren a legmodernebb ismereteket is bevonták a tanításba. A firenzei piaristák például szoros kapcsolatban álltak Galileo Galileivel, és az ő tudományos nézeteit tanították. A sajátos – bár nem mindenütt alkalmazott – módszerek közé tartozott a tanítás közben egymást váltó gyerekcsoportok által folyamatosan végzett ima (oratio continua) és a gyerekek hazakísérése az iskolából.

### A barokk fénykor (1656–1781)

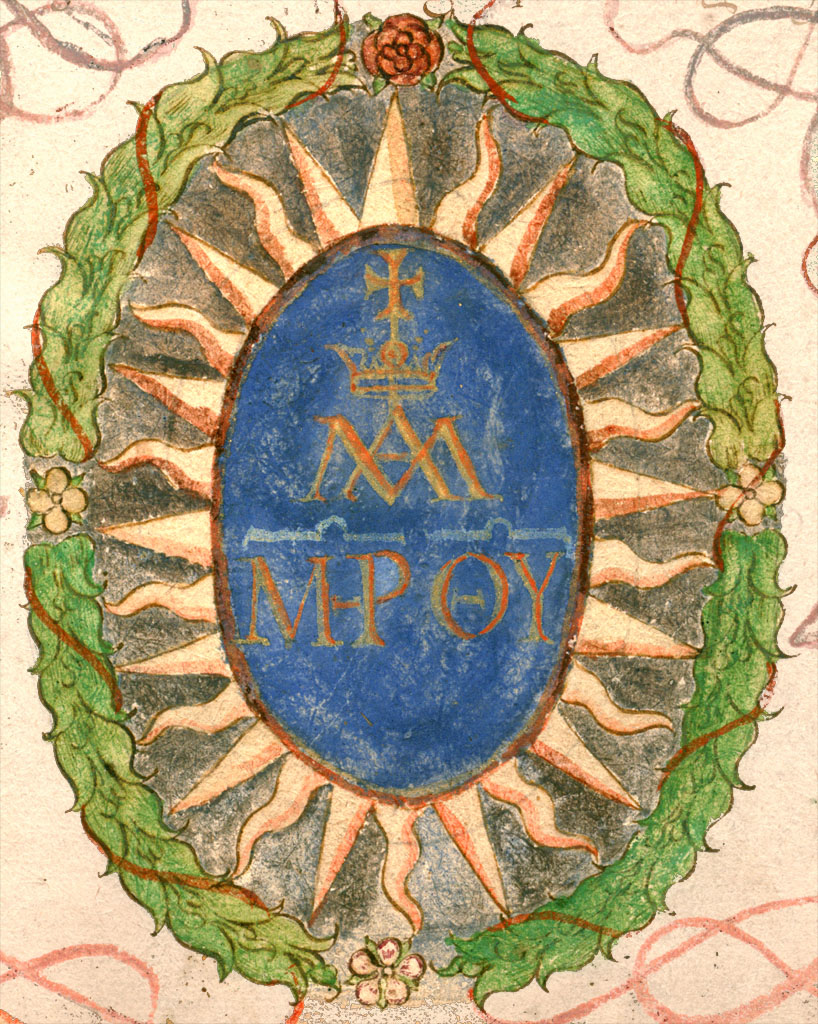
A piarista rend címere, Joannes Mitis a S. Joseph rajza, Podolin, 1644 (a Piarista Rend Magyar Tartománya Közp. Levéltára, Budapest)

A rend visszaállítása után azonnal folytatódott a további terjeszkedés, elsősorban Közép-Európában. A piaristák megtelepedtek Ausztriában (Horn, 1657), Magyarországon (Privigye, 1666), Litvániában (Dąbrowica, 1684), Badenben (Rastatt, 1715) és Erdélyben (Beszterce, 1717). 1683-ban az alapító szülőföldjén, Spanyolországban is gyökeret vertek a piaristák (Moyá). Az első rendházakat tipikusan kisebb, Közép-Európában sokszor protestáns többségű városokban alapították, de a rend elismertségét jelezte, hogy 18. század elején már a fővárosokban is megkezdték munkájukat (Bécs, 1698; Pest, 1717; Vilnius, 1720; Madrid, 1728; Prága, 1752; Milánó, 1759). 1706-ban 8 rendtartományban (provincia) és 94 rendházban 950 piarista élt, 1724-re pedig 1680-ra nőtt a számuk.
A rend vezetői – a rossz tapasztalatokból okulva – különös hangsúlyt helyeztek a növendékek képzésére. 1660-ban a dél-itáliai Chietiben, majd 1661-ben a római Szent Pantaleon-rendházban hoztak létre központi növendékházat. Utóbbi főként azután vált jelentőssé, hogy Carlo Giovanni Pirroni generális (1677–1685) szinte alapjától átépíttette a rendházat, továbbá újjászervezte a növendékházakat, és egységesítette a képzési követelményrendszert (Ratio studiorum, 1681). A komolyabb tudományos képzéssel együtt járt azonban, hogy a rend tevékenységében idővel egyre nagyobb súlyt kapott a latin nyelvű gimnáziumi, sőt a filozófiai és teológiai oktatás. A rend közép-európai iskolái például már kizárólag gimnáziumi osztályokból álltak. Ez számos helyen konfliktusokhoz vezetett, elsősorban a hasonló intézményeket működtető jezsuitákkal, míg végül 1730-ban XII. Kelemen pápa kinyilvánította, hogy a piaristáknak joguk van magasabb szinteken is tanítani. Az iskolák mellett a piaristák vezettek árvaházakat, nemesi konviktusokat, szemináriumokat, elvállalták plébániák vezetését (elsősorban anyagi okokból), és többen működtek közülük hittérítőként, elsősorban a Habsburg Birodalom protestáns vidékein.
A rend élén a generális állt, akit az eleinte hat, majd 1758-tól 12 évente Rómában ülésező generális káptalan (capitulum generale) választott meg. A legfontosabb ügyekben négy asszisztensével együtt döntött. Eleinte ők nevezték ki a rendtartományok (provincia) élén álló provinciálisokat is, ez azonban idővel a tartományi káptalanok által választott tisztség lett. A provinciális nevezte ki a kisebb és nagyobb rendházak (residentia vagy collegium) elöljáróit (superior vagy rector), akik egyben az ahhoz tartozó iskolákat is irányították.
A rend elfogadottságát jelezte, hogy alapítóját, Kalazanci Józsefet 1748-ban boldoggá, majd 1767-ben szentté avatták. A rend, amelynek közel 3000 tagja volt, akkoriban érte el történetének egyik csúcspontját. A felvilágosodás eszméjének terjedésével, amely az iskolázást igen nagyra értékelte, a piaristák szerepe is tovább nőtt, elsősorban Mária Terézia uralkodása alatt a Habsburg Birodalomban, valamint Lengyelországban, ahol fontos oktatási intézmények vezetését bízták rájuk. Sok helyen piaristák vezették tovább az 1773-ban föloszlatott jezsuita rend iskoláit is (Ravenna, Siena, Raguza, Trencsén, Kolozsvár, Kőszeg, Selmecbánya, Trier stb.). Ezzel együtt azonban megkezdődött a rend elvilágiasodása is, amely odavezetett, hogy a piaristákat egyre inkább tudós tanárnak és egyre kevésbé szolgáló szerzetesnek tekintették.

### A nemzeti önállóság kora (1781–1904)

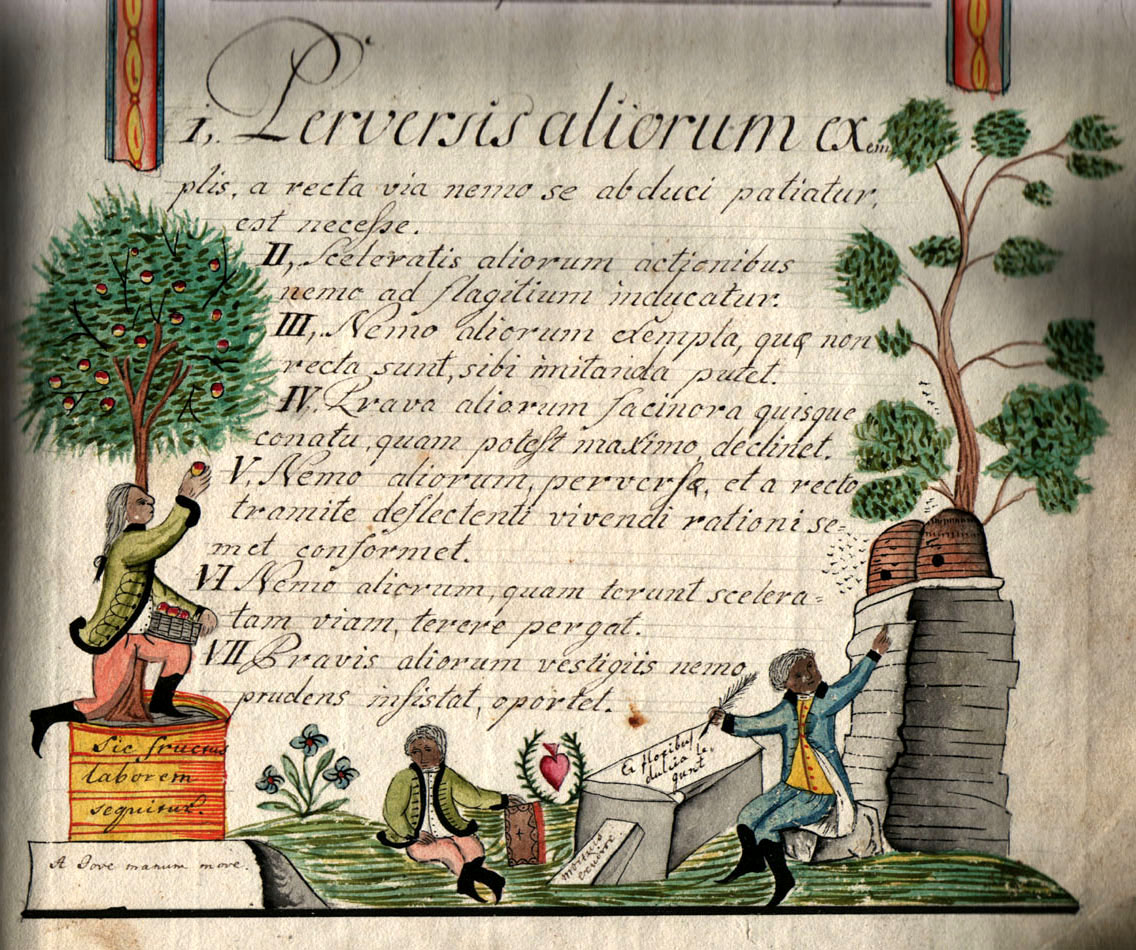
Lap Bossányi Ignác nyitrai piarista diák mintafüzetéből, 1806

Mivel a 18. század közepétől az európai államok a felvilágosodás eszméit követve mindenhol saját felügyeletük alá vették az iskolai oktatást, ez a század végére a piarista rend nemzetközi szervezetének széthullásához vezetett. 1781-től II. József császár (más szerzetesrendekhez hasonlóan) kivonta a Habsburg Birodalomban lévő piarista rendtartományokat a generális joghatóság alól. Pár év múlva ugyanez történt Spanyolországban is. Ettől kezdve a lengyel, cseh, osztrák és magyar rendtartományok egymástól is függetlenül működtek, de a spanyolországi és itáliai piaristák megőriztek bizonyos egységet. 1804-ben VII. Pius pápa „Inter graviores” kezdetű bullájával úgy rendelkezett, hogy hatévenkénti váltással egyszer a spanyolok, egyszer az itáliaiak közül válasszanak generálist (magister generalis), míg a másik felet saját maguk által választott „vicarius generalis” kormányozza. Ezt azonban nem mindig tartották be pontosan, és a gyakorlatban a két fél egymástól függetlenül működött.
Az állami beavatkozás azonban a 19. század elejétől már nemcsak a rendi kapcsolatok megszűnését, hanem a föloszlatást is jelentette. A Habsburg Birodalom országaiban ugyan a piaristák – hasznosnak ítélt intézményként – elkerülték a szekularizációt, de a francia befolyás alá került német tartományokban 1802 és 1808 között minden piarista rendházat föloszlattak.
Ez Spanyolországban 1837-ben történt meg, de néhány rendháznak sikerült túlélnie ezt az időszakot. 1845-től Jacinto Feliu (1845–1864) generális szervezte újra a rendet. Támogatta a Paula Montal által létrehozott spanyol piarista nővérek rendjének (Pio Instituto de las Religiosas Hijas de Maria Escolapias) alapítását és ő küldött először piaristákat Amerikába, Kubába (Camagüey, 1858). A század végén a spanyol piaristák Chilében (Concepión, 1886) és Argentínában (Buenos Aires, 1891) is iskolát nyitottak.
A napóleoni háborúk súlyosan károsították az itáliai rendtartományokat is, különösen a campaniait (Nápoly környéke), a liguriait (Genova környéke) és a rómait. A szardíniai és a szicíliai csak kisebb károkat szenvedett, a toszkánai (Firenze környéke) és apuliai (Dél-Itália) piaristákat viszont nem érte bántódás. Ezért a generálisok pedig 1845-től Róma helyett Firenzéből kormányozták az itáliai piaristákat. Az ismét gyarapodó rendet azonban keményen sújtották az egyesült Olaszország kormányzatának 1860 és 1870 között hozott egyházellenes intézkedései. A szicíliai és a szardíniai rendtartomány teljesen megszűnt, és 1874-ben a római San Pantaleo-rendházat is államosították.
Lengyelországban az ország földarabolása nehezítette meg a rend működését, bár a rendtartományok igyekeztek követni a politikai határok változásait. Az orosz uralom alá került részeken 1832-ben bezárták az egyházi iskolákat, majd 1863-ban a szerzeteseket minden tevékenységüktől is eltiltották, és sokukat Szibériába deportálták. 1873-ban azonban néhány piaristának sikerült visszatelepülnie a krakkói rendházba.
Bár az osztrák és a cseh provincia nem volt kitéve effajta üldözésnek, de a liberális szellemű hatóságok – a tanárok képesítésének hiányára hivatkozva és a rend rossz anyagi helyzetét kihasználva – 1871-re minden piarista iskolát államosítottak. Emiatt a rendtagok létszáma is folyamatosan csökkent. Ezzel szemben Magyarországon a piaristák tudományos és pedagógiai munkásságukkal komoly szerepet játszottak a nemzeti kultúra és tudomány terjesztésében és ápolásában és ezáltal széles körű elismerést vívtak ki a rend számára. Bár emiatt az 1848–49-es forradalom és szabadságharc után büntető intézkedéseket is el kellett szenvedniük, de az 1867. évi kiegyezés után elérték, hogy a piarista növendékek államilag elismert tanári oklevelet szerezzenek, az általuk vezetett gimnáziumok pedig állami és önkormányzati támogatással modern, országos jelentőségű tanintézményekké fejlődjenek.
A 19. század második felének itáliai generálisai egyre többet foglalkoztak a rend egységének újbóli megteremtésével. A spanyol José Calasanz Casanovas (1868–1884) Apostoli Szentszék általi kinevezése bizonyos mértékben a rend egységének helyreállítását jelentette. Casanovas 1877-ben udvariassági látogatást tett a Habsburg Birodalomban is. Utódja, Mauro Ricci (1884–1900) 1886-ban ismét Rómába tette székhelyét, és az 1892-ben és 1898-ban általa összehívott egyetemes káptalanokon már néhány spanyol és lengyel atya is megjelent. 1893-tól adták ki az Ephemerides Calasanctianae című rendi folyóirat, amely némi kihagyásokkal azóta is a rend hivatalos közlönye (1893–1899, 1901–1915, 1932–). Végül az egység megteremtése Alfonso Maria Mistrangelónak (1900–1904) volt köszönhető, aki generálissá történt kinevezésekor már Firenze érseke volt, később pedig bíboros lett (1915). Apostoli vizitátorként végiglátogatta a közép-európai és a spanyolországi rendtartományokat, és elérte, hogy 1904. június 29-én X. Pius pápa „Singularitas regiminis” kezdetű bullájával jogilag is megteremtette a rend egységét.

### A 20. század kihívásai
A újra egyesült rendnek 1909-ben 133 rendházban 2180 tagja volt, többségüket a spanyolok (1383 fő) alkották. Itáliában 307, Magyarországon 394, egyebütt Közép-Európában pedig csak 96 piarista élt. Ezért 1906-ban az első közös káptalanon a spanyol Manuel Sánchezt (1906–1910) választották meg generálisnak. Az ezt követő években sok spanyol piarista érkezett Itáliába, sőt Lengyelországba és Ausztriába is, hogy kisegítsék az ottani megfogyatkozott létszámú piaristaságot. Bár a spanyolok között nem akadt annyi elismert tudós és tanár, mint például Magyarországon, de sokkal inkább megtartották a hagyományos szerzetesi értékeket. A régiók közötti mentalitásbeli különbség a 20. század folyamán egyre csökkent, főként a növendékek egységesülő képzésének és a szerzetesi szegénységet szigorító rendi reformoknak köszönhetően.
Rómában 1923-ban visszavásárolták a római San Pantaleo-rendházat, ahol 1928-tól ismét megnyílt a nemzetközi növendékház, amely 1936-ban a Monte Marióra költözött. 1930-ra elkészültek az új egyházi törvénykönyv által megkövetelt (1940-re véglegesített) konstitúciók, majd 1946-ra a regulák. A spanyol Leodegario Picanyol (1896–1968) munkássága révén az 1930-as évektől megindultak a tudományos rendtörténeti kutatások, amelynek legnagyobb eredménye Kalazanci Szent József levelezésének kiadása volt 20 kötetben, 1950–1988 között (Picanyol mellett Claudio Vilá Palá és Sántha György szerkesztésében).
A 20. század világháborúi és totalitariánus diktatúrái sem kerülték el azonban a piaristákat. Az első világháború utáni határváltozások folytán a magyar rendtartomány számos rendházát iskoláját elveszítette. A megmaradt rendházakból jöttek létre 1925-ben a romániai, majd 1930-ban a szlovákiai rendtartományok. A spanyol polgárháborúban 1936–1939 között 272 piarista halt meg erőszaktól vagy börtönben, közülük 13-at 1995-ben boldoggá avattak: Dionisio Pamplona (1868–1936), Manuel Segura (1883–1936), David Carlos (1907–1936), Faustino Oteiza (1890–1936), Florentino Felipe (1856–1936), Ignacio Casanovas (1893–1936), Enrique Canadell (1890–1936), Matías Cardona (1902–1936), Francisco Carceller (1901–1936), Carlos Navarro (1911–1936), José Ferrer (1904–1936), Juan Agramunt (1907–1936), Alfredo Parte (1899–1936). A második világháború után szovjet megszállás alá került közép-európai államokban a piarista rendet is megszüntették (Romániában és Csehszlovákiában) vagy csak igen korlátozottan engedték működni (Magyarországon és Lengyelországban).
Az 1947. évi káptalanon a magyar tartományfőnököt, Tomek Vincét választották generálissá, aki összesen 20 évig vezette a rendet. Ekkor kezdődött meg a rend nagyobb arányú Európán kívüli működése. A kommunista üldözés elől menekülő magyar és lengyel piaristák egy csoportja 1949-ben megtelepedett az Amerikai Egyesült Államokban (Derbygg, 1951), az 1950-es évektől a különböző spanyol rendtartományok Dél- és Közép-Amerika számos államában kezdtek iskolai és lelkipásztori munkát Brazíliától egészen Mexikóig, a baszk provincia tagjai pedig 1950-ben Japánban telepedtek meg.
Az 1962 és 1965 közötti II. vatikáni zsinat után súlyos identitásválság rázta meg a rendet, amelyből sokan kiléptek és csökkent a hivatások száma is. 1965-ben a rendnek 2535 tagja volt, ez 1976-ra 1800-ra csökkent. 1967–69 között tartották mag a zsinat által előírt speciális egyetemes káptalant. Ezen előkészítették az új Konstitúciókat, amelynek végleges változata 1984-re készült el.
A missziós tevékenység azonban tovább folytatódott. A katalán rendtartomány tagjai 1963-ban Szenegálban, a kasztíliaiak 1979-ben Egyenlítői-Guineában és 1995-ben Gabonban (Libreville), az aragóniaiak 1989-ben Kamerunban, az argentinok 1994-ben Indiában, a baszkföldiek pedig 1995-ben a Fülöp-szigeteken (Cebu City) kezdtek misszióba. 1990-től, a kommunizmus bukása után Közép-Európában is sok helyen újból megnyíltak a piarista iskolák, sőt a lengyel piaristák a Fehéroroszországhoz csatolt egykori lengyel területen is megkezdték a munkát.
Eközben Nyugat-Európában 1926-tól az osztrák piaristáknak ismét sikerült elemi iskolákat nyitniuk, és Olaszországban is több helyen új, modern intézetek épültek, de a létszám csökkenése miatt ezek vezetése egyre inkább kikerült a rend kezéből. Az itáliai és közép-európai rendtartományok fogyatkozó létszáma és az iskolák növekvő szaktanárigénye mindenütt ahhoz vezetett, hogy a piarista iskolákban többségében világi tanárok tanítanak. Ezért a rend tevékenysége a tanítás mellett sok helyütt az ifjúsági lelkipásztorkodás felé fordult. Ezt jelzi, hogy 1947-ben még csak hét plébániát vezettek piaristák, 2001-re azonban az a szám 105-re növekedett.

## Lelkisége

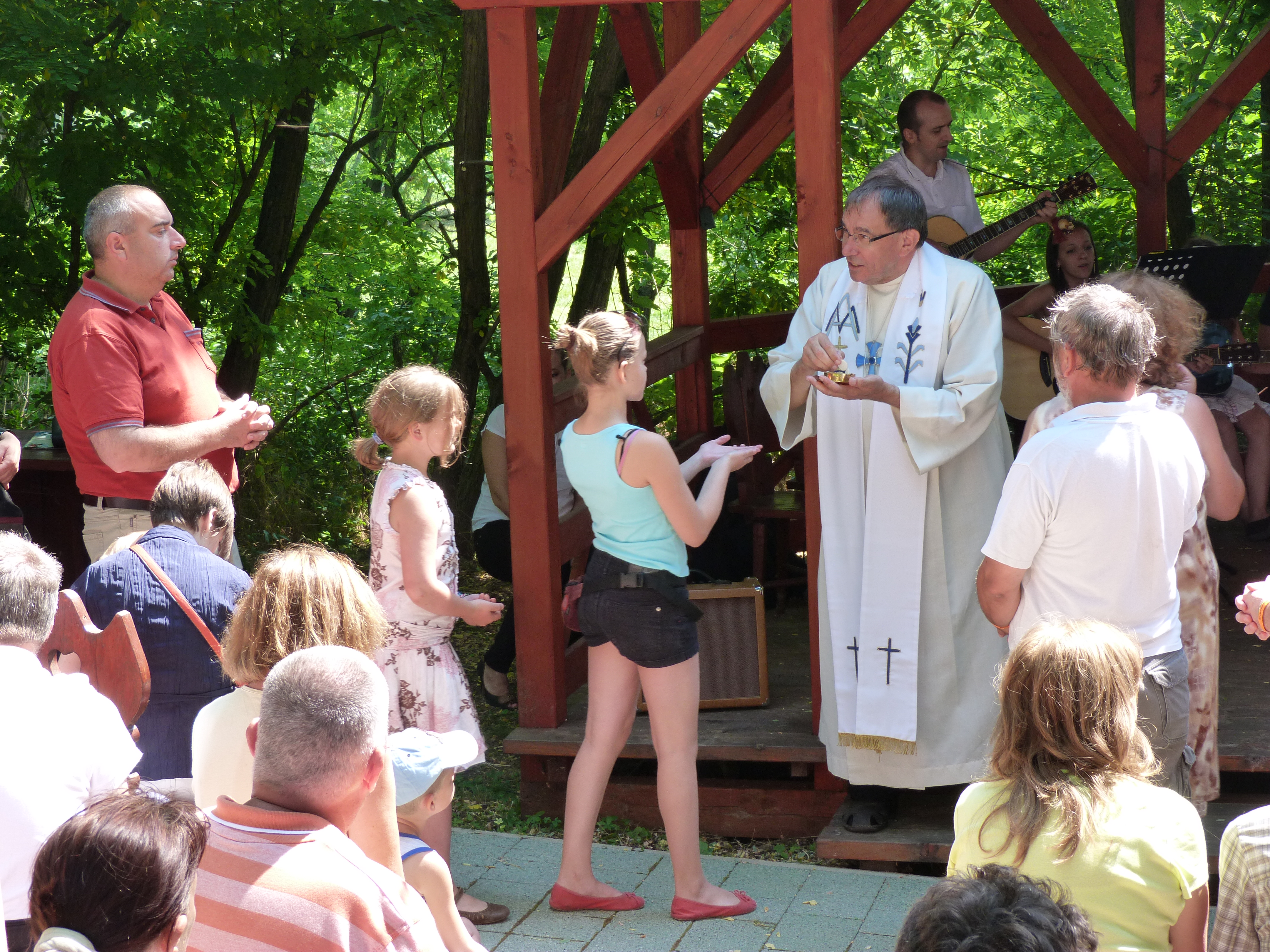
Farkas István piarista (Lupus atya) áldoztat, Hegymagas, 2013

A rend jelmondata „Pietas et litterae” (kegyesség és tudomány). Ez a formula gyakran fölbukkan a Kalazanci Szent József által 1621-ben összeállított Konstitúciókban és jól összefoglalja a rend lelkiségének és pedagógiájának lényegét, arra törekvését, hogy egyszerre akarja nevelni az embert és a keresztényt.
A pietas a rend „sajátos életeszményének rendező elve, amelyet magyarra csak jobb szó híján fordíthatunk kegyeletes lelkülettel. Valami okos és mégis gyöngéd érzelmekkel átszőtt alapmagatartást jelent ez a szó, tiszteletet a teremtés minden értéke iránt, családias közvetlenséget, amellyel az ember megtalálja helyét a teremtő és megváltó Isten terveiben, és tevékenyen, de szerényen igyekszik előmozdítani a közösség javát.” (Jelenits István)
A litterae jelentése: tudomány. A litterae-vel a hátában ugyanis a pietas azt fejezi ki, hogy a Teremtőhöz az emberi tudás és igazságkeresés útjain akarunk eljutni. Az a litterae pedig, amelyet megelőz a pietas, olyan tudomány, amely megismerése tárgyához megilletődve közelít, mert üzenetnek és ajándéknak tartja, és bízik abban, hogy a hit és a tudás összeegyeztethető, mert a valódi tudomány sohasem állhat szembe a hittel.
A rend lelkiségének és pedagógiájának további fontos elemei:
- a Krisztusra való hivatkozás központi szerepe: ő az Atyához vezető út és a jó tanítómester, aki befogadja a kicsinyeket és a szegényeket
- Szűz Mária anyai közbenjárása
- a szegénység szeretete, a szegény Krisztus követésének kifejezéseként és osztozásként azoknak a szegényeknek a sorsában, akiket a rend szolgálni akar
- alázatos büszkeség amiatt, hogy a piaristák az „igazság munkatársai” („cooperatores veritatis” vö. 3Jn 1, 8; Konst. 6)
- a nevelés olyan eszköz, amely az egyes ember és a társadalom javát szolgálja
- a rend nevelői hivatásának kedvezményezettjei a szegények, megjelenési formája pedig apostoli szolgálat
- az iskola a nevelés legjobb és leghatékonyabb eszköze
- a nevelésnek kora gyermekkortól kell kezdődnie, amikor a gyermekek lelke még formálható
- a nevelésnek inkább a rossz megelőzésével kell foglalkoznia, semmint a növekedésben lévő rossz elfojtásával
- a nevelőnek segítenie kell a fiatalt, hogy olyan képességekre tegyen szert, amelyekkel jól beilleszkedhet választott hivatásába és a társadalomba
- világos, célratörő és gyakorlatias módszerek alkalmazása, nyitottság az új és valóban hatékony módszerek iránt

## Címere
A rend jelvényének (címerének) középpontjában Szűz Mária monogramja áll (egymásba fonódó M és A betűk). A monogram fölött kereszttel ékesített nyitott korona, alatta pedig a görög MP ΘY betűk, a Métér Theou (Isten Anyja) szavak nagybetűs rövidítése látható. A MP ΘY betűk és a korona a luccai kongregáció címeréből származnak, ezt Kalazanci Szent József 1617-ben, miután a piaristák kiváltak a luccai kongregációból, Mária monogrammjával egészítette ki. 1619-től már végleges formájában használták. A korona arral utal, hogy Szűz Mária a Kegyes Iskolák Királynője is. Az ábrázolásokon a címerpajzsot (a jezsuita jelvény mintájára) leggyakrabban egyenes és hullámos sugarak veszik körül. Színes ábrán a pajzsmező általában kék, az alakok pedig aranyszínűek.

## Névhasználata
A piaristák választott szerzetesi neve – a karmeliták példáját követve – kezdettől fogva két részből áll: az egyik egy hagyományos személynév, a másik pedig egy ahhoz kapcsolódó titulus, amely egy hittitokra, vagy egy másik szentre utal. Az alapító maga a Josephus a Matre Dei (Isten Anyjáról nevezett József) nevet vette föl. A piaristák eleinte családi nevük helyett csak e titulussal kiegészített szerzetesi nevüket használták, de 18. század végén a titulus szerepét fokozatosan az örökölt családnév vette át. A szerzetesi név első fele általában eltért az eredeti keresztnévtől (például Stephanus a S. Ladislao eredeti neve Erdős Ádám volt), de a 19. század második felétől egyre inkább szokássá, majd a 20. századtól kizárólagossá vált a keresztnév megtartása.

## A rend legfőbb elöljárói(praepositi generales)
1. José de Calasanz (a Matre Dei) 1622–1642
  - Mario Sozzi (a S. Francisco) vicarius generalis 1642. december 30.–1643. november 10.
  - Stefano Cherubini (ab Angelis) superior generalis 1643. november 11.–1646. március 16.

### A rend visszaállítása után (1656–1796)
1. Juan García de Castillo (a Jesu et Maria) 1656–1659
2. Camillo Scassellati (a S. Hieronymo) 1659–1665
3. Cosmo Chiara (a Jesu et Maria) 1665–1671
4. Giuseppe Fedele (a Visitatione) 1671–1677
5. Carlo Giovanni Pirroni (a Jesu) 1677–1685
6. Alessio Armini (a Conceptione B.M.V.) 1685–1692
7. Giovanni Francesco Foci (a S. Petro) 1692–1699
  - Bernardo Salari (a Matre Dei) vicarius generalis 1699–1700
8. Pietro Francesco Zanoni (a Conceptione B.M.V.) 1700–1706
9. Giovanni Chrysostomo Salistri (a S. Paulo) 1706–1712
10. Andrea Boschi (a S. Sebastiano) 1712–1718
11. Gregorio Borno (a S. Theresia) 1718–1724
12. Adolf Groll (a S. Georgio) 1724–1730
13. Giuseppe Lalli (a S. Francisco) 1730–1736
14. Giovanni Felice Arduini (a Virgine Praesentata) 1736–1742
15. Giuseppe Oliva (ab Angelo Custode) 1742–1745
  - Giovanni Diego Manconi (a Matre Dei) vicarius generalis 1745–1748
16. Giuseppe Agostino Delbecchi (a S. Nicolao) 1748–1751
17. Paulino Chelucci (a S. Ioseph) 1751–1754
  - Caietano Bonlieti (a S. Ioanne Bapt.) vicarius generalis 1754. január 17.–május 2.
18. Odoardo Corsini (a S. Silvestro) 1754–1760
19. Giuseppe Maria Giuria (a S. Ioanne Baptista) 1760–1771
  - Matías Peri (a S. Ioseph) vicarius generalis 1771–1772
20. Caietano Ramo (a S. Ioanne Baptista) 1772–1784
21. Stefano Quadri (a S. Carlo) 1784–1792
  - Carlo Maria Voenna (a S. Ildephonso) vicarius generalis 1792–1796

### A szétszakadt rend itáliai elöljárói
1. Giuseppe Beccaria (a S. Ildephonso) 1796–1808
2. Carlo Maria Lenzi (a S. Francisco) 1818–1819
  - Ignazio Satta (a S. Caietano) vicarius generalis 1819–1820
  - Giovanni Battista Evangelisti (a S. Petro) superior generalis 1820–1824
3. Vincenzo Maria D‘Addiego (a S. Iosepho Calasanctio) 1824–1830
  - Giuseppe Rollerio (a Passione Domini) vicarius generalis 1830. március 31.–május 2.
  - Pompilio Cassella (a S. Dominico) vicarius generalis 1830–1836
4. Giovanni Battista Rosani (a S. Hieronymo) 1836–1842
  - Giovanni Battista Rosani (a S. Hieronymo) vicarius generalis 1842–1844
  - Giovanni Inghirami (a S. Nicolao) 1844–1848
5. Gennaro Fucile (a S. Andrea) 1848–1861
6. Giovanni Battista Perrando (a S. Venantio) 1861–1868
7. José Calasanz Casanovas (a S. Francisco) 1868–1884
  - Mauro Ricci (a S. Leopoldo) vicarius generalis 1884–1886
8. Mauro Ricci (a S. Leopoldo) 1886–1900
  - Dionisio Tassinari (a S. Sebastiano) 1900. január 27.–április 4.
9. Alfonso Maria Mistrangelo (a Virgine de Misericordia) 1900–1904

### A szétszakadt rend spanyolországi elöljárói(vicarii generales)
- Gabriel Hernández (a S. Felice) 1805–1825
- Pío Pena (a S. Didaco) 1825–1826
- Pascal Suárez (a Nomine Maria) 1826–1830
  - Lorenzo Ramo (a S. Blasio) praepositus generalis 1830–1833
  - Francisco Solá (a Maria Sanctissima) praepositus generalis 1833–1836
- Francisco Solá (a Maria Sanctissima) 1836–1845
- Cayetano Losada (a Virgine Carmelitana) commissarius generalis 1845.
- Jacinto Feliu (de Virgine Angelorum) commissarius generalis 1845–1864
- Ramón del Valle (a S. Josepho Calasanctio) 1864–1869
- José Balauger (a Virgine Dolorosa) 1869–1875
- Juan Martra (a Jesu et Maria) 1875–1885
- Manuel Pérez (a Matre Dei) 1885–1894
- Francisco Baroja (a S. Iosepho Calasanctio) 1894–1897
- Pedro Gómez (a Nomine Mariae) 1897–1900
- Eduardo Llanas (a SS. Rosario) 1900–1904

### A rend újraegyesítése után (1904–)
1. Adolfo Brattina (ab Immaculata Conceptione) 1904–1906
2. Manuel Sánchez (a Virgine Dolorosa) 1906–1910
  - Egidio Bertolotti (a S. Iosepho Calasanctio) vicarius generalis 1910–1912
3. Thomas Viñas (a S. Aloisio) 1912–1923
  - Giuseppe del Buono (a S. Philippo Nerio) vicarius generalis 1923–1929
4. Giuseppe del Buono (a S. Philippo Nerio) 1929–1947
5. Tomek Vince (a S. Antonio Patavino) 1947–1967
6. Laureano Suárez (a SS. Sacramento) 1967–1971
  - Teofilo López (a S. Ioseph) vicarius generalis 1971–1973
7. Angel Ruiz (a Sacris Cordibus) 1973–1985
8. José Maria Balcells (a SS. Sacramento) 1985–2003
9. Jesus Maria Lecea (a Matre Dei) 2003–2009
10. Pedro Aguado (a Iesu Nazareno) 2009–2025.06.15
  - Carles Gil (a S. Paulo) vicarius generalis 2025.06.15–

## Neves piaristák

### Itália
- Kalazanci Szent József (1556–1648) a piarista rend alapítója
- Glicerio Landriani (1588–1618) Kalazanci Szent József egyik első munkatársa, kanonizációja folyamatban van
- Pietro Casani (1572–1647), a Luccai Kongregáció tagjaként csatlakozott a Kegyes Iskolákhoz és Kalazanci Szent József leghűségesebb munkatársa lett, 1995-ben az egyház boldoggá avatta
- Agostino Passante (1653–1732) VI. Károly császár udvari prédikátora, majd Pozzuoli püspöke (1724)
- Giuseppe Agostino Delbecchi (1697–1777) generális, Alghero püspöke (1751), majd Cagliari érseke (1763)
- Paolino Chelucci (1681–1754) a rendi növendékek tanára, matematikai, fizikai és retorikai művek szerzője
- Odoardo Corsini (1702–1765) filozófus, a piarista eklektikus filozófia megalapítója, a pisa-i egyetemen tanára
- Vito Antoni Colapinto (1701–1758) az apuliai rendtartomány szentéletű novíciusmestere, Pompilio Maria Pirotti barátja
- Pompilio Maria Pirrotti (1710–1766) prédikátor és lelkivezető, 1890-ben boldoggá, majd 1934-ben szentté avatták.
- Giovanni Battista Beccaria (1716–1781) fizikus, az elektromosság kutatója
- Ottavio Assarotti (1753–1829) a süketnémák nevelésére létesült első itáliai intézet alapítója Genovában
- Tommaso Pendanola (1800–1883) a süketnémák intézetének alapítója Sienában
- Celestino Zini (1825–1892) Siena érseke, Celestina Donatival együtt a piarista nővérek (Suore Calasanziane) rendjének társalapítója
- Eugenio Barsanti (1821–1864) olasz piarista, a belső égésű motor feltalálója
- Giovanni Giovanozzi (1860–1928) kiváló szónok, szeizmológus
- Ernesto Balducci (1922–1992) népszerű előadó és lelkiségi író

### Spanyolország
- Basilio Sancho (1728–1787) spanyol királyi prédikátor, majd Manila érseke a Fülöp-szigeteken (1766)
- Felipe Scio (1738–1796) az első teljes spanyol nyelvű bibliafordítás szerzője
- Lorenzo Ramón Lahoz de San Blas (1772–1845) spanyolországi generális, majd Huesca püspöke
- Faustino Míguez (1831–1925) tanár, gyógynövény-szakértő, és az Isteni Pásztornő Leányai Kalazanciusi Intézmény (Pio Instituto Calasancio Hijas de la Divina Pastora) nevű apácarend társalapítója, 1998-ban boldoggá avattak
- Melquiades Guilarte (1835–1916) kalligrafikus
- Pedro Gómez (1841–1902) egy kiváló héber nyelvtan szerzője
- Ramon Castelltort (1915–1966) spanyol költő
- Bruno Martínez Sacedo (1907–1972) misszionárius Nicaraguában, ahol földrengés áldozata lett, kanonizációja folyamatban van
- Pedro Díez Gil (1913–1984) a kisgyermekek szeretett nevelője Zaragozában, kanonizációja folyamaban van

### Ausztria
- Adolf Groll (1682–1743) osztrák provinciális, majd generális, végül Győr püspöke (1730)
- Florian Dalham (1713–1795) fizikus és egyháztörténész
- Gratian Marx (1712–1810) az osztrák örökös tartományok gimnáziumi tantervének megalkotója (1775)
- Georg Kugelmann (1785–1853) a rendi növendékek mestere, szentség hírében hunyt el
- Joseph Misson (1803–1875) alsó-ausztriai nyelvjárásban írt költeményeket

### Csehország
- Gelasius Dobner (1719–1790) történész, Csehország korai történetének kutatója

### Lengyelország
- Stanisław Konarski (1699–1773) a lengyel iskolai oktatás megújítója
- Onufry Kopczyński (1735–1817) az első lengyel nyelvtan szerzője.
- Jakub Felkowski (1776–1848) a süketnémák és vakok intézetének alapítója Varsóban
- Adam Stanisław Krasiński (1810–1895) vilniusi püspök, deportáltként húsz évet töltött Szibériában

### Szlovákia
- Branecky József (1882–1962) szlovák történelmi regények szerzője

### Európában
- A piarista rend generális kúriája
- A spanyol piaristák honlapja
- A lengyel piaristák honlapja
- A szlovák piaristák honlapja
- Az osztrák piaristák honlapja
- Koltai András, Piarista rend, in Szerzetesség a koraújkori Magyarországon: Összehasonlító rendtörténeti blog, 2016.11.09.

### Magyarországon
- A látogatás. Pedro Aguado piarista generális Magyarországon. 2014, videó
- FEHÉR KATALIN: Egy reformkori katolikus hetilap, a Religio és Nevelés (1841–1849) (Hozzáférés: 2016. február 12.)

### Szlovákiában
- A szlovák piaristák honlapja
- A privigyei piaristák honlapja
- A nyitrai piarista gimnázium honlapja
- A trencséni piarista gimnázium honlapja